# 奧基德阿斯國家自然公園
奧基德阿斯國家自然公園（西班牙語：Parque nacional natural Las Orquídeas），是哥倫比亞的國家公園，位於該國西北部安蒂奧基亞省，處於哥倫比亞西部山脈以西，成立於1973年3月22日，面積320平方公里。